# 宝井其角

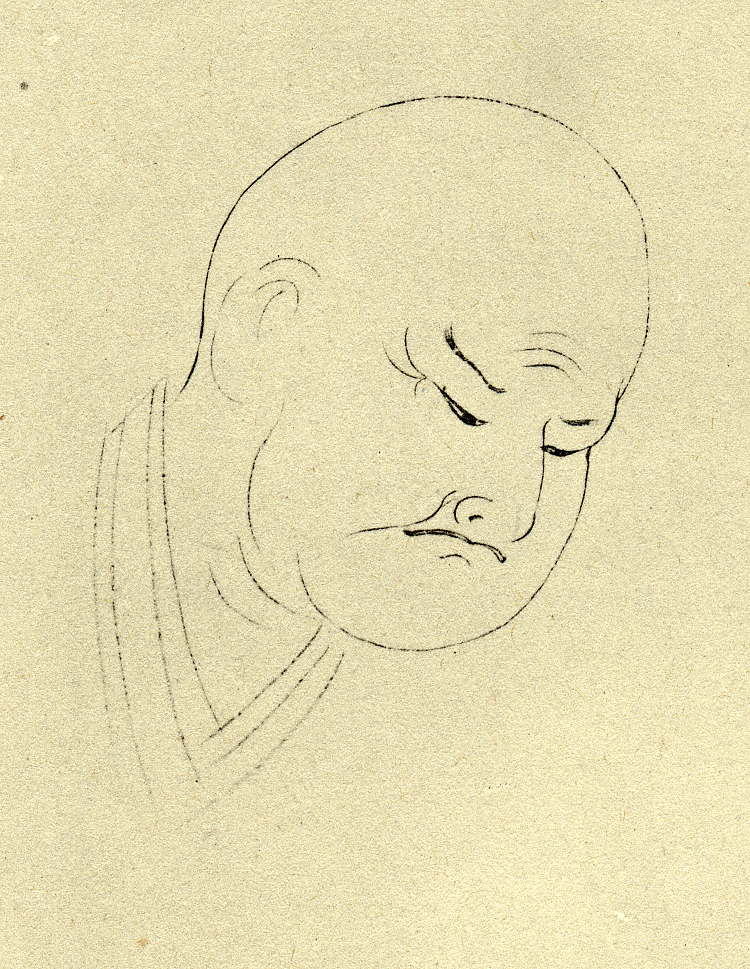
宝井其角（『國文学名家肖像集』）

宝井 其角（たからい きかく、寛文元年7月17日（1661年8月11日) - 宝永4年2月30日（1707年4月2日。一説には2月29日（4月1日））は、江戸時代前期の俳諧師。本名は竹下 侃憲（たけした ただのり）。別号は「螺舎（らしゃ）」「狂雷堂（きょうらいだう）」「晋子（しんし）」「宝晋斎（ほうしんさい）」など。

## 略歴
江戸堀江町で、近江国膳所藩御殿医・竹下東順の長男として生まれた。はじめ、母方の榎下姓を名乗っていたが、のち自ら宝井と改める。なお、姓を榎本とする表記が見られるが誤りとされる。
延宝初年（1673年）、芭蕉に入門。延宝7年（1679年）刊行の『坂東太郎』に発句3句が見え、延宝8年（1680年）以後、『桃青門弟独吟廿歌仙』『田舎之句合』『次韻』『武蔵曲』に入集。天和3年（1683年）『虚栗（みなしぐり）』を刊行して、漢詩文調流行の一端を担った。貞享3年（1686年）宗匠となり、貞享4年（1687年）『続虚栗』を刊行。その後も『いつを昔』『花摘』『誰が家』『雑談集』を刊行し、『猿蓑』に序文を寄せる。元禄7年（1694年）、芭蕉の死に逢い、追善集『枯尾花』を刊行したほか、点者として『句兄弟』『末若葉』を刊行。後に、洒落風と呼ばれる作風を生み出す。このころの選集に『三上吟』『焦尾琴』『類柑子』がある。死後、延享4年（1747年）には、発句集『五元集』が刊行された。宝永4年（1707年）、47歳で死去。
酒を好み、作風は派手で、平明かつ口語調の洒落風を起こした。其角没後、其角の作風や地盤は水間沾徳に受け継がれ、其角と沾徳の流れを汲む門人達が、江戸俳諧宗匠の組合・江戸座を結成している。また、其角が点者として用いた点印は、其角から貞佐へ受け継がれたものと、其角から秋色、秋色から湖十へと受け継がれたものが存在する。
1963年（昭和38年）、東京都港区芝二本榎にあった其角の墓は、菩提寺の上行寺の移転に伴い神奈川県伊勢原市に改葬。2015年（平成27年）より、同地で宝井其角俳句大会が催されている。

## 人物評

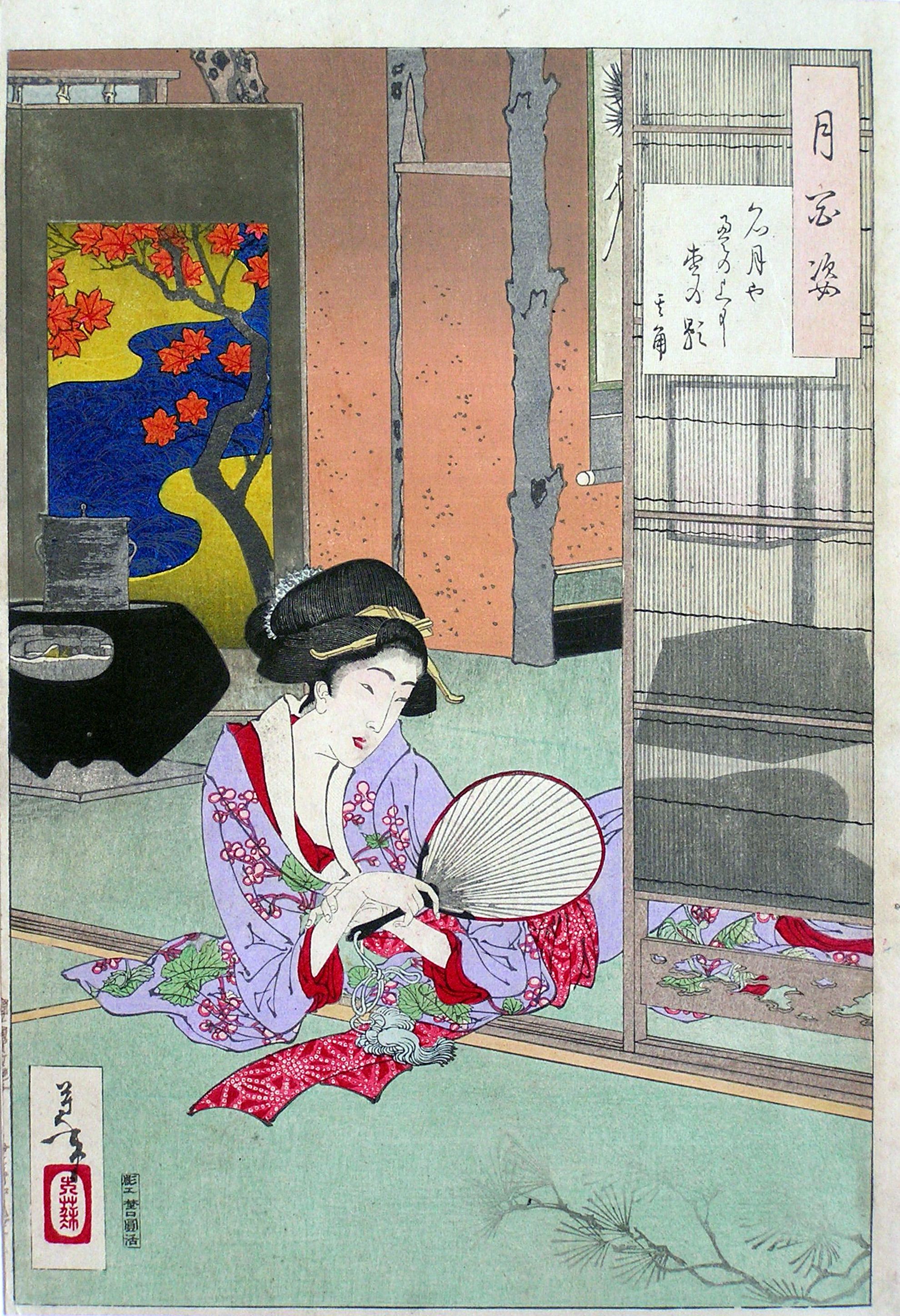
「名月や畳の上に松の影」（月岡芳年『月百姿』より）
其角の句を画題とした明治時代の浮世絵。

蕉門十哲の一人に数えられる。『去来抄』に収められた逸話は、芭蕉の其角に対する評価をよく物語っている。
切られたるゆめはまことかのみのあと 其角
去來曰く「其角は誠に作者にて侍る。わずかに、のみの喰ひつきたる事、たれかかくは謂ひつくさん」。先師曰く「しかり。かれは定家の卿也。さしてもなき事を、ことごとしくいひつらね侍る、ときこへし評に似たり」。

（現代語訳）「其角は本当に巧みですね。ちょっと、ノミが喰いついただけの事を、誰がここまで言い尽くせるでしょう」と向井去来がいうと、芭蕉が応えて「確かに。彼は藤原定家卿だよ。ちょっとしたことを、大げさに表現する（=修辞が巧みである）と評されたのに似ているね」と言った。
堀切実は、其角が閑寂と伊達を特徴とする俳風から、奇警な見立てや謎めいた句作りを喜ぶ洒落風へと変遷したと指摘し「はじめ師の「閑寂」にも大いに共鳴していた其角であったが、師の没後は、迷うことなく「伊達」にして「寛闊」な境地に遊んだのであった」と評している。

## 逸話
- 其角同席の場で郭の主人が揮毫を所望したところ、書家･佐々木文山は「此所小便無用」と書き付けて、座をしらけさせてしまった。ところが、其角が「花の山」と書き足したので、周囲の人間は其角の機転に感心したという（『名家談叢』）。

- 私生活では画家英一蝶、二代目市川團十郎、富森助右衛門、紀伊国屋文左衛門といった人物と交遊した。また、芭蕉がライバル視していた井原西鶴とも交際し、生涯に2度、西鶴を訪ねて上方を訪れている。

- 日本橋茅場町に居を構えたが、隣接して荻生徂徠の私塾･蘐園塾が開かれ「梅が香や隣は荻生惣右衛門｣ の句をなしたとされる（江戸名所図会）。ただし、蘐園塾の開塾は宝永6年（1709年）であり、その前前年に其角は亡くなっている。

## 創作
- 忠臣蔵では、赤穂義士討ち入り前夜、四十七士の一人の大高忠雄(源吾)と会い、煤竹売りに身をやつした姿を憐れんで「年の瀬や水の流れと人の身は」と詠んだ。これに対して源吾は「あした待たるるその宝船」と返して、討ち入り決行をほのめかしたとされる（歌舞伎『松浦の太鼓』）。これについて作家の丸谷才一は、渋好みの蕉門でも、酒に弱くて感激家の其角が、芝居仕立ての人物として取り上げられ、江戸っ子にあたったのだろうと解している。実は松浦重信は赤穂義士との関りは特にない。隠居して鎮信と改めた後に著した『武功雑記』にも一切、事件の記載はない。また芝居の脚色とは反対に、重信（鎮信）は山鹿素行を通じて吉良義央と交流があったため、吉良氏秘伝の『吉良懐中抄』が松浦家に伝わり、今も写しが平戸市に現存する[9]。
- 史実では、大高が江戸で其角に近づいたり、教えを受けた事実はなく、両国橋での話も実話ではない。為永春水の『伊呂波文庫』による虚構が、出処である[10]。中央義士会も「大高源五と宝井其角とのエピソードは後世に作られた話である」としている[11]。
- 其角自身による記述では「泉岳寺の墓地には草が丈高く生い茂って、墓が並んでいるのも見えない」と書かれている[12]。

## 作品
- 『虚栗』天和3年（1683年）
- 『続虚栗』貞享4年（1687年）
- 『いつを昔』
- 『花摘』
- 『誰が家』
- 『雑談集』
- 『枯尾花』元禄7年（1694年）
- 『句兄弟』
- 『末若葉』
- 『三上吟』
- 『焦尾琴』
- 『類柑子』

## 登場する作品
- 赤穂浪士（1964年、NHK大河ドラマ 演：田崎潤）
- 忠臣蔵（1985年、年末時代劇スペシャル（日本テレビ） 演：藤岡琢也）
- 大江戸釣客伝、夢枕獏著